# Łukasz Żal

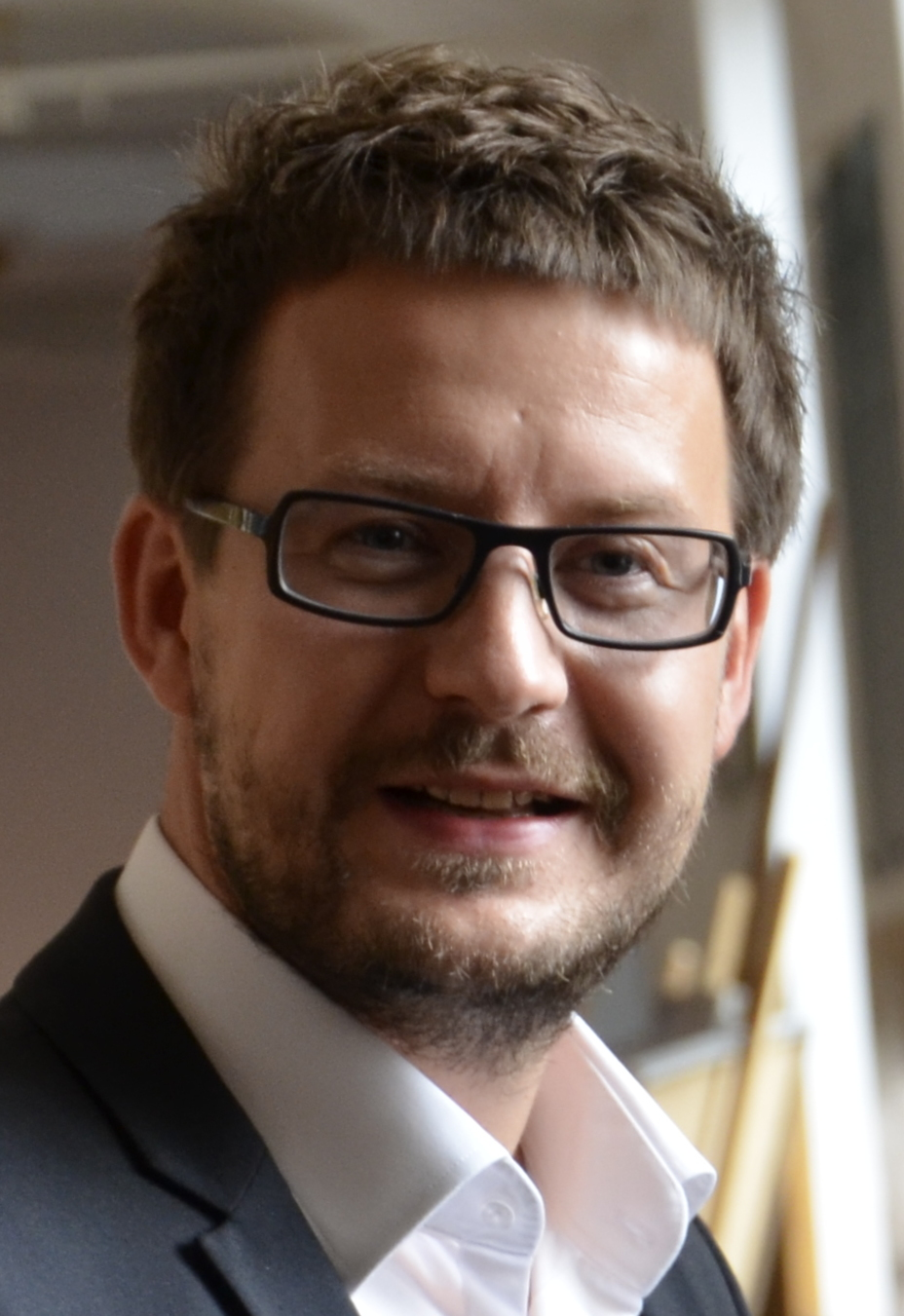
Łukasz Żal, 2015

Łukasz Żal (* 24. Juni 1981 in Koszalin) ist ein polnischer Kameramann und Filmregisseur.

## Leben
Łukasz Żal besuchte die nationale Filmschule in Łódź, wo er 2007 seinen Abschluss machte. Sein Abschlussfilm war Mistrz świata (2006). Er drehte mehrere Kurzfilme und war Kameramann bei verschiedenen polnischen Produktionen. Für den Kurz-Dokumentarfilm Paparazzi (2011) erhielt er den Goldenen Frosch des Festivals Plus Camerimage. Seinen internationalen Durchbruch hatte er mit der Kameraarbeit für den Film Ida (2013) von Pawel Pawlikowski. Zusammen mit dem Kameramann Ryszard Lenczewski erhielt er dafür den Spotlight Award der American Society of Cinematographers, den Goldenen Frosch sowie den Europäischen Filmpreis. Bei der Oscarverleihung 2015 wurde er  für den Oscar für die Beste Kamera nominiert. Weitere Nominierungen erhielt er für den BAFTA Award und den Polnischen Filmpreis Eagle. Die erneute Zusammenarbeit mit Pawlikowski an dem Historiendrama Cold War – Der Breitengrad der Liebe (2018) brachte Żal eine weitere Oscar-Nominierung ein.

## Filmografie
Regisseur
- 2004: Turysta
- 2004: Ściana
- 2005: Zielony
- 2006: Mistrz świata

Kameramann
- 2011: Paparazzi
- 2013: Ida
- 2013: Arena
- 2013: Joanna
- 2013: Lewa polowa twarzy
- 2017: Loving Vincent
- 2018: Cold War – Der Breitengrad der Liebe (Zimna wojna)
- 2018: Dowlatow
- 2020: I’m Thinking of Ending Things
- 2023: The Zone of Interest